# Трефилов, Владимир Яковлевич
Владимир Яковлевич Трефилов (5 марта 1922, Чита — 7 сентября 1982, Москва) — советский инженер и учёный, специалист в области создания систем подрыва ядерных зарядов.

## Биография
Окончил в 1955 году Московский инженерно-физический институт (с 2009 года — Национальный исследовательский ядерный университет «МИФИ»).
В 1955—1982 гг. работал во ВНИИА в должностях от инженера до начальника лаборатории.

## Награды и звания
- Государственная премия СССР (1972) — за работы по созданию первых высокоэнергетических систем инициирования ядерных зарядов повышенной безопасности;
- Орден «Знак Почёта» (1962);
- Орден Трудового Красного Знамени (1981);
- Медаль «За отвагу»;
- Медаль «За оборону Сталинграда»;
- Медаль «Двадцать лет Победы в Великой Отечественной войне 1941—1945 гг.»;
- Медаль «Тридцать лет Победы в Великой Отечественной войне 1941—1945 гг.»;
- Медаль «30 лет Советской Армии и Флота»;
- Медаль «50 лет Вооружённых Сил СССР»;
- Медаль «За доблестный труд. В ознаменование 100-летия со дня рождения В. И. Ленина».